# Kuldsha vicinalis
Kuldsha vicinalis is een vlinder uit de familie van de spanners (Geometridae). De wetenschappelijke naam van de soort werd in 1995 gepubliceerd door Da-yong Xue en Feng Meng.

## Type
- holotype: "male. 25-29.VII.1991. leg. Xue, Da-yong"
- instituut: IZAS Beijing, China
- typelocatie: "Tulugou, Yongdeng, Gansu, 2280 m"